# Alberto Gallo (futbolista)
Alberto Atilio Gallo (20 de agosto de 1920) es un exfutbolista argentino que se desempeñaba como delantero.

## Clubes
| Club                    | País      | Año         | PJ | Goles |
| ----------------------- | --------- | ----------- | -- | ----- |
| River Plate             | Argentina | 1940 - 1946 | 78 | 27    |
| Racing Club             | Argentina | 1947        | 23 | 12    |
| Banfield                | Argentina | 1948        | 21 | 8     |
| Estudiantes de La Plata | Argentina | 1949        | 4  | 0     |
| Quilmes AC              | Argentina | 1949 - 1951 | 54 | 16    |
| River Plate             | Argentina | 1952        | 10 | 2     |

## Palmarés

### Como jugador

#### Campeonatos nacionales
| Título           | Equipo      | País      | Año  |
| ---------------- | ----------- | --------- | ---- |
| Primera División | River Plate | Argentina | 1941 |
| Primera División | River Plate | Argentina | 1942 |
| Primera División | River Plate | Argentina | 1945 |
| Primera División | River Plate | Argentina | 1952 |

#### Copas nacionales
| Título         | Equipo      | País      | Año  |
| -------------- | ----------- | --------- | ---- |
| Copa Escobar   | River Plate | Argentina | 1941 |
| Copa Ibarguren | River Plate | Argentina | 1941 |
| Copa Ibarguren | River Plate | Argentina | 1942 |

#### Copas internacionales
| Título     | Equipo      | País      | Año  |
| ---------- | ----------- | --------- | ---- |
| Copa Aldao | River Plate | Argentina | 1941 |
| Copa Aldao | River Plate | Argentina | 1945 |